# Compsosaris
Compsosaris là một chi bướm đêm thuộc họ Gelechiidae.